# 卡加延德奥罗
卡加延德奥罗市，菲律賓華人译作加牙鄢黎奧洛市（闽南语白話字：Ka-gâ-ian lê Ò-lo̍k），简称鄢市，是菲律宾北棉兰老的区域中心和东米萨米斯省的省会，始建于1871年，1950年升格为市，是一个深水港口城市，位于棉兰老岛北部，城市南部与布基农省接壤，北面为保和海，於2010年的人口共602,088人。

## 友好城市
朗代尔 （1986）
 台南 （2005）
 哈尔滨 （2007）
 诺福克 （2008）
 光阳市 （2012）
 武端市